# Pakocs Károly
Pakocs (Pakots) Károly (Nagykároly, 1892. november 17. – Bukarest, 1966. október 23.) költő, elbeszélő, római katolikus pap, kanonok.

## Életútja
A középiskola alsó osztályait a nagykárolyi piarista gimnáziumban, felső osztályait a szatmárnémeti katolikus főgimnáziumban, teológiai tanulmányait Budapesten a Központi Papnevelő Intézetben  a Budapesti Tudományegyetem Hittudományi Karán végezte. 1915-ben szentelték pappá, ugyanabban az évben doktorált. Lelkészi pályáját Máramarosszigeten kezdte; 1920-ban teológiai tanár, 1921-től püspöki titkár, 1926-tól püspöki irodaigazgató,1937-től kanonok. 1926-tól az Erdélyi Irodalmi Társaság , és a Kemény János által támogatott Helikon Íróközösség tagja. 1928. szeptemberében Nagykárolyban  javasolta az Erdélyi Katolikus Akadémia létrehozását. Az önálló egyesület *Erdélyi Katholikus Akadémia néven 1929. március 13-án alakult meg Nagyváradon, amelynek alelnöke, majd 1938-ban az elnöke. 1933-ban a Szent István Tudományos Akadémia tagjává választották.
A Második bécsi döntés után behívott képviselő a magyar országgyűlésben. Amikor az Apostoli Szentszék Márton Áron gyulafehérvári püspököt megerősítette apostoli kormányzói tisztségében, és hivatalba lépésének idejét 1941. október elsejében szabta meg, az új apostoli kormányzó szeptember 9-én új vikáriusának Pakocs Károly szatmári kanonokot nevezte ki. A magyar kormány egyik püspök jelöltje a szatmári püspökségre. Az 1942. V. 18-án beiktatott  Scheffler János szatmári püspök helynöke. 1945 nyarától tizenöt hónapot Budapesten tartózkodott, majd újra helynök Szatmárnémetiben. Scheffler János püspök állami felfüggesztését követően ő írta alá a püspök intézkedéseit, a püspökség okiratait, mert az egyházmegye vezetését a püspök csak vikáriusain keresztül gyakorolhatta.
Szerepet vállalt a Slachta Margit, illetve Salkaházi Sára nevével fémjelzett Szociális Testvérek Társasága által alapított Szentlélekszövetség munkájában is.
A Vatikánnal való kapcsolattartás miatt 1949. XII. 17. és 1950. X. 15. között letartóztatásban volt. A román kormány 1951 őszén teológiai tanárnak nevezte ki az állam által egyedülinek elismert római katolikus egyházmegye székhelyén, Gyulafehérváron létesített teológiai főiskolára, melynek dékánja volt 1956-ig.
Ezután a jászvásári teológián tanított, de 1957-ben koholt vádak alapján újra börtönbe került, ahonnan 1963-ban szabadult.  Ezt követően a Bukarest melletti Popesti-Leorden-i apácakolostor lelkésze volt.
Kezdeményezésére kerülhettek Szatmárra Scheffler püspök földi maradványai. 1965 őszén levélben tájékoztatta Czumbel ordináriust, hogy a 13 éve halott püspök földi maradványainak exhumálása már hét éve törvény adta lehetőség, élni kell vele, Szatmárra haza kell vinni a zsilávai temetőből a vértanú csontjait.
1966 nyarán újra letartóztatták és súlyosan bántalmazták, aminek a következtében október 22-én Bukarestben egészen pontosan Popeşti- Leordeniben elhunyt.

## Munkássága

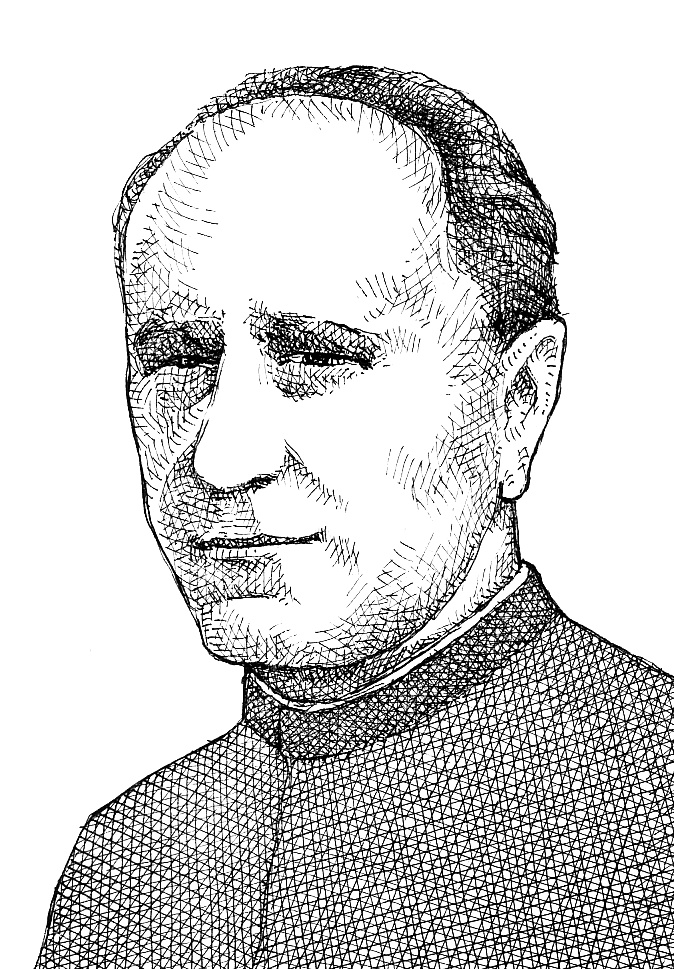
Pakocs Károly arcképe
Muhi Sándor grafikája

Verseit, novelláit, vallásos elmélkedéseit az Erdélyi Helikon, az Erdélyi Irodalmi Szemle, a Hírnök, a Keleti Újság, a Pásztortűz, a Vasárnap, a Vakációi Levél közölte; 1924-30 között a szatmári Katholikus Élet belső munkatársa, 1934-től az Erdélyi Lapok főmunkatársa volt. Húsznál is több kötet szerzője, egyházi jellegű illetve egyháztörténeti munkái is jelentősek.
Irodalmi munkásságáért 1940-ben Corvin-koszorúval tüntették ki.
Pakocs Károly szövegével énekeljük a Hozsanna 4, 23, 56, 85, 174, 181 számú énekét. Ő írta az "Isten gyermek kit irgalmad közénk lehozott" című egyházi dal versét.
Verseskötetei, regényei, novellái és elbeszélései mellett műfordítóként önálló kötetben adta ki Savonarola-versfordításait (Kolozsvár 1939), s színdarabot is írt.
Reményik Sándor a következőket írta róla: "Tiszta papi lelkében két virág nyílott: az egyik az istenszeretet, amely minden reggel az Úr oltárához vitte szentmisére; a másik a felebaráti szeretet, amellyel az irodalom oltára előtt áldozott verseinek, regényeinek elbeszéléseinek tömjénfüstjével."
Irodalmi vallásos műveivel, az írás és szerkesztés területén kifejtett tevékenységével, valamint kisugárzó papi karakterével nagyban hozzájárult az erdélyi – két világháború közötti – vallásos élet arculatának kialakításához.
1942-43-ban felelős szerkesztőként jegyzi a Szatmári Katolikus Élet című lapot, 1944 elején a Nagybánya és Vidékét.

## Művei
- Nem csak kenyérrel él az ember (Világnézeti kérdések. Szatmárnémeti, 1919)
- Forró szavak (versek, Szatmárnémeti, 1924)
- Hazafelé (novellák, Nagykároly, 1926)
- Lélek-ország (versek, Szatmárnémeti, 1929)
- Lélek-zuhanás (regény, Budapest, 1928)
- Jöttem Isten városából (versek, Szatmárnémeti, 1929)
- Örömet akartok? Nagybőjti konferenciák (prédikációk, Budapest, 1932)
- Istent kiált a tenger (versek, Kolozsvár, 1934)
- Édua áldozata (történelmi regény, Budapest, 1934)
- A Júdás-misztérium (Kolozsvár, 1938)
- Tékozló fiú (színmű, Nagybánya, 1939)
- Savonarola versei (versfordítás, Kolozsvár, 1939)[7]
- A leggazdagabb jótevő. Az Egyház adományai. Mi nekünk az egyház!; Actio Catholica, Bp., 1940 (Actio Catholica)
- A lélek visszatér (elbeszélések, Budapest, 1940)
- A lélek indul (versek, Budapest, 1941)
- Különös emberek (novellák, Budapest, 1942)
- A megtérők bizonysága; Stephanum Ny., Bp., 1942
- Különös emberek; Pakocs Károly, Bp., 1942
- A hét ajándék Istene (Budapest, 1943)
- Fiedler István: Szent keresztúti ájtatosság; a stációs énekeket szerezte Pakocs Károly; Pátria Ny., Szatmárnémeti, 1943
- A teremtés éneke. Drámai költemény; Szalézi Művek, Rákospalota, 1946